# چارلز ژیفمی
چارلز ژیفمی (انگلیسی: Charles Gyamfi; ۴ دسامبر ۱۹۲۹ – ۱ سپتامبر ۲۰۱۵) بازیکن فوتبال اهل غنا بود.
وی به عنوان سرمربی در سال‌های ۱۹۶۳ و ۱۹۶۵ و ۱۹۸۲ ( ۳ بار) تیم ملی فوتبال غنا را به مقام قهرمانی جام ملت‌های آفریقا رساند.
از باشگاه‌هایی که در آن بازی کرده‌است می‌توان به باشگاه فوتبال فورتونا دوسلدورف اشاره کرد.
وی همچنین در تیم ملی فوتبال غنا بازی کرده‌است.